# Världsmästerskapen i orientering 2009
Världsmästerskapen i orientering 2009 hölls den 16-23 augusti 2009 i Miskolc i Ungern.

## Medaljörer

### Herrar

#### Långdistans
1. Daniel Hubmann,  Schweiz - 96.31
2. Thierry Gueorgiou,  Frankrike - 98.27
3. Mikhail Mamleev,  Italien - 100.40

#### Medeldistans
1. Thierry Gueorgiou,  Frankrike - 37.14
2. Daniel Hubmann,  Schweiz - 37.43
3. Matthias Merz,  Schweiz - 38.10

#### Sprint
1. Andrej Chramov,  Ryssland - 15.10,6
2. Fabian Hertner,  Schweiz - 15.36,1
3. Daniel Hubmann,  Schweiz - 15.38,2

#### Stafett
1. Schweiz (Baptiste Rollier, Daniel Hubmann, Matthias Merz) - 142:49
2. Ryssland (Dmitrij Tsvetkov, Valentin Novikov, Andrej Chramov) - 145:13
3. Finland (Topi Anjala, Tero Föhr, Mats Haldin) - 145:16

### Damer

#### Långdistans
1. Simone Niggli,  Schweiz - 77,26
2. Marianne Andersen,  Norge - 79.18
3. Minna Kauppi,  Finland - 79.36

#### Medeldistans
1. Dana Brožková,  Tjeckien - 37.09
2. Marianne Andersen,  Norge - 37.19
3. Simone Niggli,  Schweiz - 37.58

#### Sprint
1. Helena Jansson,  Sverige - 15.07,8
2. Linnea Gustafsson,  Sverige - 15.49,7
3. Simone Niggli,  Schweiz - 15.54,7

#### Stafett
1. Norge (Betty Ann Bjerkreim Nilsen, Anne Margrethe Hausken, Marianne Andersen) - 133:12
2. Sverige (Karolina A. Højsgaard, Kajsa Nilsson, Helena Jansson) - 133:29
3. Finland (Bodil Holmström, Merja Rantanen, Minna Kauppi) - 135:26

| Medaljligan | Medaljligan | Medaljligan | Medaljligan | Medaljligan | Medaljligan |
| Placering   | Land        | Guld        | Silver      | Brons       | Totalt      |
| ----------- | ----------- | ----------- | ----------- | ----------- | ----------- |
| 1.          | Schweiz     | 3           | 2           | 4           | 9           |
| 2.          | Sverige     | 1           | 2           | -           | 3           |
| 2.          | Norge       | 1           | 2           | -           | 3           |
| 4.          | Ryssland    | 1           | 1           | -           | 2           |
| 4.          | Frankrike   | 1           | 1           | -           | 2           |
| 6.          | Tjeckien    | 1           | -           | -           | 1           |
| 7.          | Finland     | -           | -           | 3           | 3           |
| 8.          | Italien     | -           | -           | 1           | 1           |